# WIRE (人工衛星)
WIRE (英語: Wide Field Infrared Explorer) は1999年3月5日にペガサスで高度409kmから426kmの極軌道に打ち上げられた人工衛星である。WIREは4ヶ月間かけて全空の赤外線観測を行い、特にスターバースト銀河や原始銀河を観測することを目的として設計された。研究の拠点はカリフォルニア州パサデナの赤外線処理分析センターに置く。運営、結合、試験はメリーランド州のゴダード宇宙飛行センターで行われる。望遠鏡と冷却装置はユタ州の航空宇宙工学研究所で製造された。
宇宙船の開口部のカバーが開くタイミングが早すぎて打上げ直後に脱落してしまい、固体冷却水素が喪失してしまった。これにより当初予定していた観測は不可能となった。しかし搭載された恒星追跡装置は機能し、長期に渡って明るい恒星の光度を正確に測定し、星震学の発展に寄与した。
WIREの当初の目的は、2009年12月14日に打ち上げられ2010年1月14日から稼働した後継の広域赤外線探査衛星 (WISE) によって達成された。
WIREは2011年5月10日に大気圏に突入し消滅した。